# Doxazozin
A doxazozin egy vérnyomáscsökkentő hatóanyag, amely értágító hatását a posztszinaptikus alfa-1-adrenoreceptorok szelektív és kompetitív gátlása révén fejti ki.
Hipertóniásoknak adagolva, feltehetőleg az erek alfa-1 receptorainak gátlása révén, a szisztémás vaszkuláris rezisztenciát csökkenti, s ezáltal fejti ki vérnyomáscsökkentő hatását.
Napi egyszeri adagolás mellett a vérnyomás szignifikáns csökkenése 24 órán át fennáll. A vérnyomás csökkenése fokozatos, maximális értékét a gyógyszer bevételét követő 2-6. órában éri el. A hipertóniások vérnyomása a doxazozin kezelés alatt fekvő és álló helyzetben hasonló.
A nem-szelektív alfa-adrenoceptor blokkoló szerekkel ellentétben a doxazozinnal való tartós kezelés során toleranciát nem észleltek, valamint a plazma reninaktivitásának fokozódása és tachycardia csak ritkán fordult elő.

## Készítmények
- Cardura (Pfizer)
- Doxicard (Apotex)